# Universidade de Ribeirão Preto

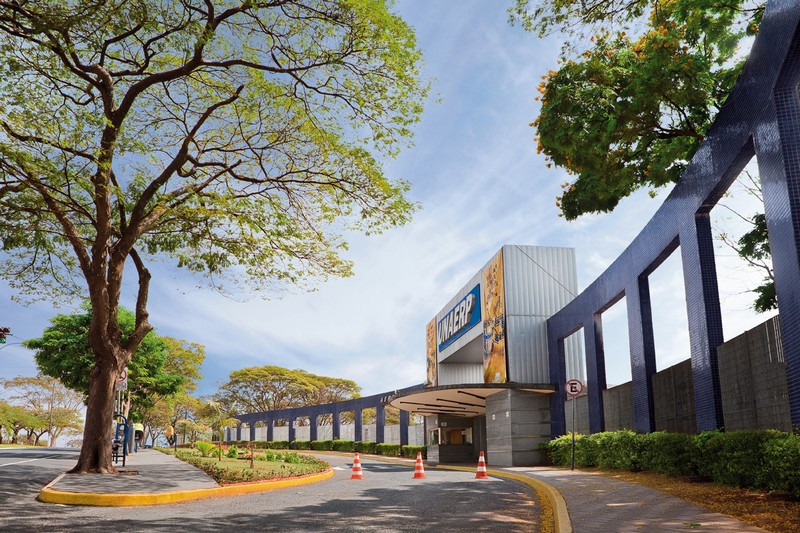
Universidade de Ribeirão Preto - Campus Ribeirão

Universidade de Ribeirão Preto (UNAERP) é uma instituição de ensino superior privada da cidade de Ribeirão Preto. É um dos maiores pólos de ensino superior e tecnológico do interior do Estado de São Paulo, mantida pelas mensalidades dos alunos, que ingressam nesta através de vestibulares e pela Associação de Ensino de Ribeirão Preto (AERP). Seus dois campus estão divididos em duas cidades, sendo um na cidade homônima e outro em Guarujá.